# Kurt Waldheim
Kurt Josef Waldheim ( [ˈkʊɐ̯t ˈvaldhaɪm]; 21. prosince 1918 Sankt Andrä-Wördern – 14. června 2007 Vídeň) byl rakouský právník, konzervativní diplomat, čtvrtý generální tajemník OSN a devátý prezident Rakouska (v letech 1986–1992).

## Biografie

### Mládí a osobní život
Narodil se 21. prosince 1918 v obci Sankt Andrä-Wördern nedaleko Vídně. Jeho otec byl školní inspektor českého původu jménem Watzlawick (česky Václavík), který si jméno změnil ve stejný rok kdy se zhroutila Habsburská monarchie. V letech 1936–37 sloužil v rakouské armádě a poté vystudoval práva na Vídeňské univerzitě, kde promoval v roce 1939. S manželkou Elisabeth Waldheimovou měl 3 děti.

### Vojenská kariéra
Krátce po anšlusu Rakouska vstoupil do Národně socialistické německé unie studentů a stal se registrovaným členem SA (Sturmabteilung). Začátkem roku 1941 byl povolán do wehrmachtu a poslán na východní frontu. Podle své autobiografie byl ve stejném roce zraněn, uvolněn z vojenské služby a vrátil se do Vídně, kde údajně strávil zbytek války. V roce 1945 se vzdal britským jednotkám v Korutanech.
V roce 1986 byly zveřejněny dokumenty, v nichž bylo uvedeno, že během války zůstal členem wehrmachtu. V jeho službách byl v roce 1943 nasazen v řecké Soluni, kde byl členem speciální jednotky likvidující tamní partyzánské jednotky. Také byl údajně členem štábu, který organizoval deportace 40.000 řeckých Židů do nacistických vyhlazovacích táborů. Kurt Waldheim následně prohlásil, že byl jen tlumočníkem a úředníkem a nevěděl o represáliích proti civilnímu obyvatelstvu.

### Diplomatická a politická kariéra

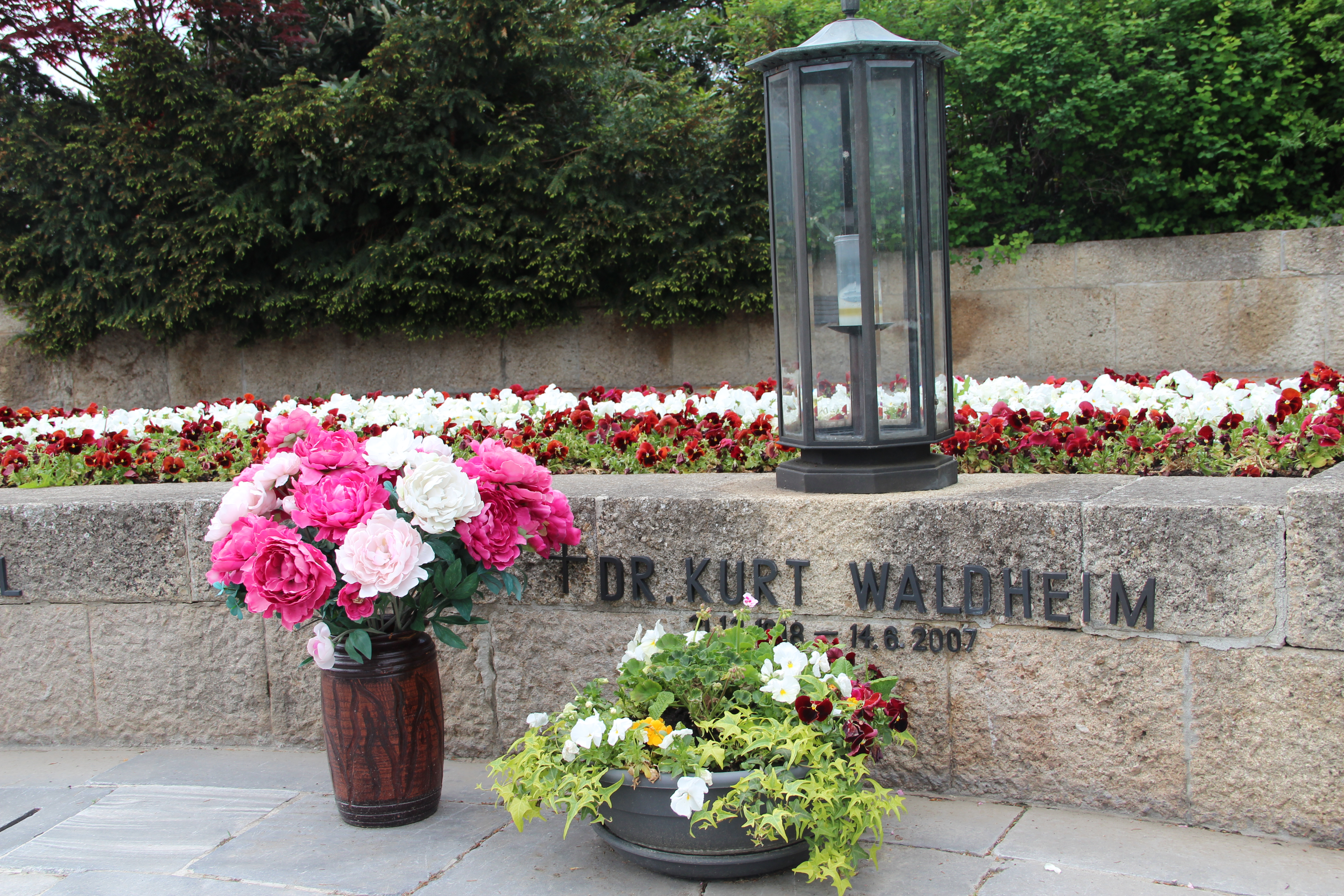
Hrob Kurta Waldheima

V roce 1945 vstoupil do diplomatických služeb. Pracoval na velvyslanectví v Paříži, na ministerstvu zahraničí, byl velvyslancem v Kanadě. V roce 1964 byl jmenován stálým zástupcem Rakouska v Organizaci spojených národů. V roce 1971 neúspěšně kandidoval na prezidenta Rakouska a ve stejném roce byl zvolen generálním tajemníkem OSN. Byl známý jako kritik Izraele. V roce 1973 během jomkipurské války byl ze strany OSN odsouzen Izrael, ačkoliv válka začala překvapivým útokem arabských států. Jeho druhému znovuzvolení do této funkce zabránilo v roce 1981 veto uplatněné Čínou v Radě bezpečnosti OSN.
V roce 1986 byl zvolen prezidentem Rakouska, ale zároveň se ukázalo, že lhal o své činnosti během druhé světové války a byl dokonce obviněn z účasti na páchání válečných zločinů. Následně ho řada zemí označila za persona non grata a v roce 1987 mu byl dokonce zakázán vstup do Spojených států amerických. Rakouská vláda proto ustanovila mezinárodní výbor historiků k přezkoumání jeho života v letech 1938 až 1945, který potvrdil, že věděl o represáliích a vojenských zločinech, ale dementoval jeho osobní účast na nich. Mezinárodní ostrakizace ho vedla k rozhodnutí neucházet se v prezidentských volbách v roce 1992 o znovuzvolení.

## Vyznamenání
- Železný kříž II. třídy – Německá říše
- Medaile za východní frontu – Německá říše
- velkokříž Záslužného řádu Spolkové republiky Německo – Německo, 1969
- čestný rytíř velkokříže Řádu svatého Michala a svatého Jiří – Spojené království, 1969[5]
- rytíř velkokříže s řetězem Řádu Pia IX. – Vatikán, 1994